# Architektura výběru
Jako architektura výběru se označuje uspořádání možností, které zákazník má při rozhodování se. Struktura možností, jež má zákazník před sebou, může být uspořádána tak, aby ovlivnila jeho rozhodnutí. Mezi faktory, jež k takovému ovlivňování vedou, můžeme uvést například: způsoby, jakými jsou tyto možnosti reprezentovány, jejich počet a přednastavené výchozí možnosti.
Využití těchto faktorů za účelem „pošťouchnout“ spotřebitele/zákazníka směrem k osobním a/nebo sociálním potřebám, kupříkladu: zabezpečení sebe sama na důchod, volba zdravějšího jídla nebo registrace pro darování orgánů. Tyto vlivy jsou opodstatnitelné v situacích, které vedou ke zlepšení Ekonomie blahobytu a snaží se eliminovat iracionalitu zaujatého zákazníka, který si vybírá. Tyto techniky vedli k formování Britského BIT (jinak známého jako „Nudge Unit“). Experti v oboru behaviorální ekonomie se staví negativně k takovéto manipulaci a postrádají neutrální strukturu, při které zákazníkovi zůstává autonomie a svoboda při rozhodování se. Kritici vnímají odůvodnění eliminace iracionality jako vnucování „racionálního“ názoru projektanta tím, že omezuje možnosti, nebo nerespektuje schopnost lidské morální autonomie.

## Historie
Termín „architektura výběru“ byl prvně použit Richardem Thalerem a Cassem Sunsteinem v knize „Nudge (Šťouch): Jak postrčit lidi k lepšímu rozhodování o zdraví, majetku a štěstí“. Thaler a Sustein vnímali použití architektury výběru jako nástroj ke zlepšení rozhodování se a minimalizaci omezené racionality zákazníka, jenž byla výsledkem jeho zaujatosti. Tento přístup je typickým pro „liberální paternalisty“ a filozofy, jež se snažili „pošťouchnout“ jedince k výběru té možnosti, která byla v jejich zájmu.
Experti v oboru behaviorální ekonomie rozebírají architekturu výběru různými způsoby. Thaler, Sunstein a John P. Baltz se soustředili na nástroje jako jsou výchozí možnosti, očekávanou chybu, zpětnou vazbu, strukturální komplexní možnosti a kreativní pobídky. Jiná skupina vědců vytvořila typologii elementů rozdělující jej na ty, jež vytváří strukturu výběru a ty, které popisují volbu. Jako příklad strukturujících výběrů: počet alternativ, informující dodatky k rozhodování (především v klinické oblasti), výchozí možnost a krátkozraký výběr. Mezi popisující tvorbu řadíme: rozdělování možností a atributů a jejich designování.

## Elementy
Výzkum v poli Behaviorální ekonomie odhalil, že jedinci bývají předvídatelně zaujatí, což může vést k chybám při rozhodování se.

### Snížení počtu voleb
Klasická ekonomie předpokládá, že poskytnutí vícero možností vede ke zlepšení zážitku, nebo jej alespoň nezhoršuje. Počet možností tak převažuje nad časem, který zákazník stráví rozhodováním se a porovnáním všech možností. Behaviorální ekonomové prokázali, že prezentování vícero možností může vést k nerozhodnosti jedince pro jakoukoliv variantu a následné nejistoty správného rozhodnutí. Tento fenomén pojmenovávají jako „přetížený výběr“. Omezením alternativ nebo využitím dodatečných informací mohou editoři zredukovat počet možností.
Tyto redukce ovšem mohou způsobit horší zážitek. „Přetížený výběr“ je zapříčiněn velkým počtem možností, jež je třeba stanovit pro optimální volbu každého zákazníka. Ideální počet alternativ ovšem záleží jak na úsilí jedince, které využije k evaluaci možností, tak na počet potencionálních zákazníků, kteří mají různé cíle, potřeby a preference. Jsou zde příklady, kdy velké množství možností způsobilo špatné rozhodování se, především ve společensko-ochranných investicích a klinických plánů na léčení.
Potřeba rozhodnout se je dnes zjednodušena především díky snadnému přístupu k internetu. Zákazníci se spoléhají na vyhledávací nástroje a produkty jsou jim doporučovány tak, aby je snadno našli a mohli se rozhodnout o produktu, nebo službě kterou vyhledávají. Tento způsob doporučování a zobrazování doplňkových informací redukuje čas a úsilí zákazníka. Ovšem také je zákazník nevědomě manipulován pro jisté rozhodování na základě produktu, který je prezentován a také v jakém kontextu tj. způsobem jakým je ohodnocen, nebo seřazen. Například: výzkumy na zboží, jako je víno, ukázaly, že velké množství maloobchodů zjednodušilo zákazníkům sběr informací o produktu a možných alternativách, nechaje zákazníky reagovat pouze na informace o ceně a kvalitě.

### Výchozí volba
Mnohé výzkumy prokázaly, že v momentě, kdy jsou všechny možnosti stejně výhodné, zákazníci si častěji volí výchozí možnost. Výchozí možnost je definována jako možnost, která je dopředu vybrána. Ke změně této volby je třeba aktivního jednání. Výchozí možnost může nabývat různých forem: automatického zápisu studentů středních škol na určitou univerzitu (zejména v USA), plány zdravotních pojišťoven, specifické možnosti, jež jsou potřeba aktivně změnit (formulář) a další.
Ovlivňování rozhodnutí na základě výchozí volby je vysvětlováno jako: zákazník si může interpretovat výchozí volbu jako doporučení od výrobce, upřednostněním současné možnosti na základě strachu z vybrání si té špatné (Prospektová teorie - princip averze ke ztrátě), nebo nadměrné úsilí, jež zákazník musí aktivně vynaložit k vybrání si jiné možnosti.
Dále dělíme výchozí volbu na vícero typů:
- výchozí, kde je volba automaticky selektována pro všechny zákazníky stejně
- vnuceně výchozí, která nám produkt, nebo službu skrývá, dokud zákazník aktivně nezasáhne a nezmění ji
- smyslově výchozí, která je specificky vybrána na základě informací, jež jsou o zákazníkovi zaznamenány. Možnosti, jež jsou vybírány častěji mohou být také následkem jiné výchozí možnosti: „vytrvalé“ výchozí možnosti se mohou obnovovat nehledě na předchozí jednání, naopak „opakující se“ výchozí možnosti si pamatují poslední rozhodnutí, které následně využijí jako výchozí;
- prediktivní výchozí možnosti, které využijí algoritmus, jež vybere tuto možnost na základě jiného souvisejícího jednání.[7]

Studie ukazující sílu výchozí možnosti na příkladu darování orgánů zjistila, že registrovaných dárců je až dvojnásobek, když tito potencionální dárci se museli aktivně odhlásit od dárcovství. Další studie pak prokázaly sílu těchto možností v různých oblastech včetně investování a pojištění.

### Krátkozraký výběr
Rozhodnutí, která budou mít následek v budoucnosti, budou ovlivněny několika předsudky. Například, někteří jedinci bývají krátkozrací ohledně slev, preferují krátkodobý pozitivní pocit nehledě na následky v budoucnosti. Toto chování může vést k přejídání, nebo k nadměrné finanční útratě v krátkodobém horizontu, nevnímaje dlouhodobé následky na zdraví, nebo finanční zabezpečení. Také individuální projekce ohledně budoucnosti mají tendence být nepřesné. Když je budoucnost nejistá, mohou přecenit pravděpodobnost významných, nebo žádoucích výsledků, a ve výsledku jsou přespříliš optimističtí ohledně budoucího finančního stavu.
Výzkumy indikují, že je zde několik možností, jak strukturovat možnosti, abychom mohli zmenšit následky takto zaujatého jednání. Vědci vylepšili systém rozhodování soustředěním se na budoucí následky, nebo soustředěním se na druhou nejlepší možnost.

### Rozdělování možností a atributů
Způsoby, ve kterých jsou možnosti a atributy shlukovány, ovlivňují učiněná rozhodnutí. Příkladem takového rozdělování možností jsou skupiny, do kterých rozdělujeme finanční rozpočet domácnosti (nájem, jídlo, spotřební věci, transport atd.), nebo diverzifikace investičního portfolia (nemovitosti, akcie, obligace atd.). Rozdělování atributů zahrnuje i způsob, jakým jsou seskupeny. Příkladem je popis skupin pomocí identifikujících atributů (krátkodobé, nenáročné, snadno udržitelné apod.), nebo klasifikujících atributů (tj. vyhovující). Počet a typ těchto kategorií je důležitý pro jedince, jež potřebují rozdělit výrobní faktory. Například dealeři aut mohou být "poštouchnuti" k více odpovědným nákupům rozepsáním praktických atributů (počet najetých kilometrů, bezpečnost, záruka atd.) a agregací méně praktických atributů (tj. rychlost, rádio a design jsou seskupeny jako „stylovost“).

### Velké množství atributů
Zákazníci by nejraději zvážili všechny atributy dané volby/produktu a porovnali je s ostatními. Stejně jako v případě velkého množství možností, dochází i zde k zahlcení zákazníka. Je potřeba najít ideální počet a limitovat atributy, jež budou použity a porovnávány zákazníkem. Může také vzniknout problém, kdy se zákazník potřebuje rozhodnout na základě jistých atributů, které mu ale nemusí být poskytnuty z důvodu přehlcení.

### Překladové atributy
Množství informací ohledně atributů může vést k vyšší pozornosti a následně menší chybovosti.  Můžeme toho dosáhnout zvýšením kvality hodnocení a porovnávání jednotlivých atributů. Změnit jednotky na takové, o který se zákazníci zajímají. Např. změnit ne-lineární jednotky (roční výplata, počet kilometrů na litr benzínu) na lineární (měsíční výplata, spotřeba počtu litrů na 100 kilometrů). Také použití evaluačních jednotek (dobré, špatné, vysoké, nízké) k číselným jednotkám záměrně k vyjádření následků (přepočet vyrobené energie na skleníkové plyny), nebo změnou velikosti (roční spotřeba, měsíční spotřeba).

## Příklady
V reálném životě mohou být myšlenky architektury výběru aplikovány v různých oblastech. Práce B. J. Fogga na přesvědčovacích technologií v počítačích; S. Godina na konceptu marketingových povolení; ve vojenských vědách formující operace. Politologem W. H Rikerem je architektura výběru popisována v konceptu „herestetiky“ nebo manipulace, která mění výsledky u lidí, aniž by měnila jejich preference.
L. Virine a M. Trumper aplikovali architekturu výběru do konceptu projektového managementu. Navrhli pracovní pozici „Výběrový projektant“ pro zlepšení projektových rozhodnutí. Projektový manažeři jsou předvídatelní a opakují stejné mentální chyby, které vedou k selhání projektů. Mělo by se jednat o pomoc, při níž by manažeři byli řízeni k lepším rozhodnutím – např.: používání kontrolních seznamů, šablon, úplné zveřejnění informací členům projektu, zlepšení vzdělávání v oblasti projektového řízení a další.
Na Slovensku řešili problém narůstající míry obezity u dětí. Tato problematika donutila politiky uvažovat o zakázání prodeje nezdravého jídla ve školských zařízeních. Takové opatření by ovšem nevyřešilo daný problém, neboť by se prodej přesunul mimo školy. Řešením by mohla být implementace principů architektury výběru, jež jsou založeny na vylepšení prostředí rozhodování, které pomáhá lidem dělat pro ně prospěšná rozhodování. V našem příkladě by to mohly být: atraktivní prezentace zdravých potravin, jejich prioritní vystavení, propagace zdravé výživy apod. Takový přístup k problému je nejen „paternalistickým“ chráněním dětí, ale zároveň i poskytnutím prostoru pro samostatné rozhodování, jež by mohlo je naučit předcházet chybným rozhodnutím, jichž budou potom litovat.

## Selhání a kritika
Individuální informace mohou zákazníka vést k jinému chování. Také nemáme jistotu, jestli architektura výběru opravdu vede ke zlepšení rozhodování se.